# Louis Blum
Louis Blum (Ettelbruck, 6 d'abril de 1858 - Esch-sur-Alzette, 30 de desembre de 1920) fou un químic luxemburguès.
Va cursar al Liceu tècnic agrícola d'Ettelbruck on va fer formació especialitzada. Tot i així va tenir èxits en siderúrgia. En 1896 va formar part de la Société des naturalistes luxembourgeois on va estar al capdavant i va publicar diversos articles.
En 1873 va començar a treballar per Schmelz de Metz & Co. a Esch-sur-Alzette-Schifflange com a oficinista. El 1882 va obtenir un lloc de treball com a químic a la fàbrica de Schmelz a Dommeldange i l'any 1888 com a cap de químics en la Brasseurs-Schmelz d'Esch-sur-Alzette. En aquesta posició va poder fer estudis sobre geologia i mineralogia en terra luxemburguesa. Durant la seva ocupació va realitzar anàlisis químiques. En les seves anàlisis es trobaven estudis sobre el vanadi en minette descobert el 3 d'octubre de 1907 i anomenat mineral "Leesbergit" (hidromagnesi). Louis Blum va anomenar aquest mineral en honor de Franz Xavier Hubert Leesberg, el director de la Société des Mines d'Esch.